# Edera (nome)
Edera  è un nome proprio di persona italiano femminile.

## Varianti
- Femminili
  - Alterati: Ederina[1]
  - Ipocoristici: Edra[1][2]
- Maschili: Edero[1][2]
  - Alterati: Ederino[1]
  - Ipocoristici: Edro[1][2]

## Origine e diffusione

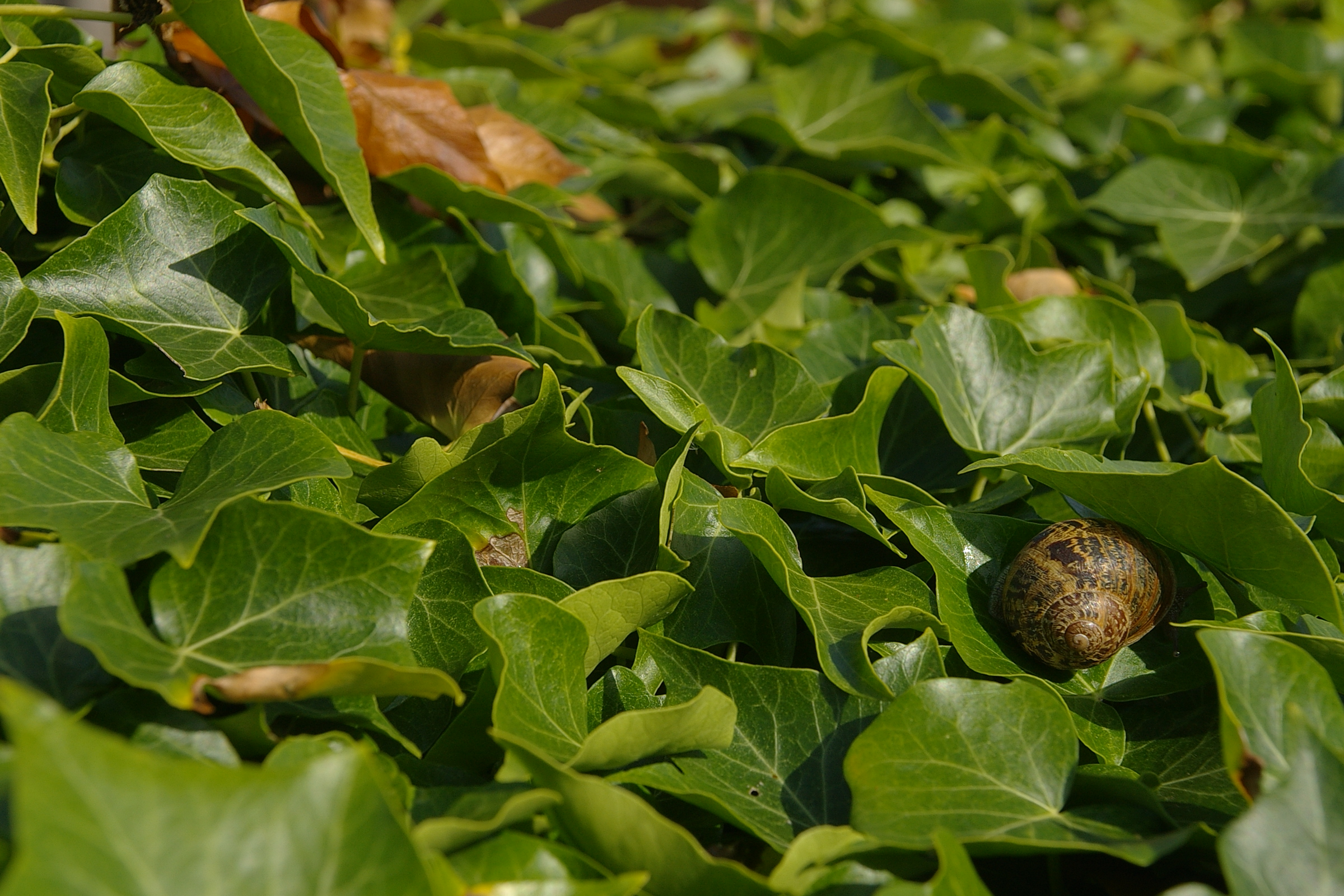
Edera su un ponte ferroviario a Flax Bourton, North Somerset

Riprende il nome della pianta dell'edera, la pianta rampicante (a cui fa riferimento anche il nome inglese Ivy). Il nome ha una matrice augurale, prendendo l'edera come simbolo di attaccamento o di fedeltà e inserendosi quindi nell'ampia gamma di nomi tratti dalle piante (come Rosa, Margherita e Dalia), ma può anche avere un'origine ideologica, in quanto l'edera è il simbolo del Partito Repubblicano Italiano.
Etimologicamente, la parola "edera" deriva dal latino hedera, a sua volta probabilmente da hendere, "arrampicarsi", "avvinghiarsi", riferito al fatto che è una pianta rampicante.
Il nome è accentrato in Nord Italia e, in misura minore, nel Centro, principalmente in Emilia-Romagna (con l'eccezione delle forme abbreviate, tipiche della Toscana). È diffuso quasi solo al femminile, ma sono attestate anche le forme maschili.

## Onomastico
Il nome è adespota, cioè non è portato da alcuna santa. L'onomastico quindi si festeggia il giorno di Ognissanti, che è il 1º novembre.

## Persone
- Edera Cordiale, atleta italiana

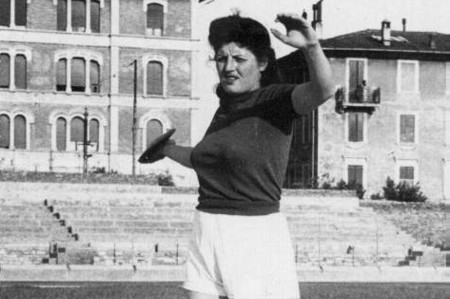
Edera Cordiale

- Maria Edera Spadoni, politica italiana

### Variante maschile Edro
- Edro Colombini, medico e politico italiano

## Il nome nelle arti
- Edera Satti è un personaggio della telenovela Edera.